# Ulica Szkolna w Poznaniu
Ulica Szkolna – ulica w Poznaniu na Starym Mieście, na osiedlu Stare Miasto biegnąca od Starego Rynku w kierunku południowym.  W średniowieczu nosiła nazwę Psia, Wrocławska Psia oraz Panieńska, do 1919: Schulstrasse, 1919–1939: Szkolna, 1939-1945: Schulstrasse, od 1945: Szkolna.

## Historia
Ulica wytrasowana podczas lokacji miasta w 1253 i wybiegająca z południowo-zachodniego naroża Starego Rynku kończyła się w średniowieczu ślepo, na murze miejskim. Już w XV wieku była całkowicie, obustronnie zabudowana (tylko jeden dom był wówczas murowany). Wśród mieszkańców dominowali rzeźnicy i piwowarzy. Działałą tu mennica królewska, która przyczyniła się do rozkwitu w Poznaniu sztuki medalierskiej i grawerstwa. W połowie XVII wieku Ludwika Maria Gonzaga, żona króla Jana Kazimierza, przeznaczyła znaczne fundusze na wzniesienie przy ulicy klasztoru karmelitanek bosych, który zrealizowano na narożniku ulicy Koziej w 1667. Szkoła działająca przy klasztorze dała asumpt nazwie ulicy (1825). Około dwieście lat później obiekt ten zamieniono na prowizoryczny szpital, jednak mimo tego w 1875 znacznie go rozbudowano według planów Cäsara Stenzela. W początkach XX wieku szpital ponownie poszerzono. Tym razem autorem projektu był Heinrich Grüder, który stworzył bogato zdobione, neogotyckie elewacje, całkowicie zatarte podczas powojennej odbudowy. W tym samym czasie powstał dom handlowy Deierling-Morgenstern, którego autorem był najpewniej Friedrich Pfannschmidt (1906).
W kamienicy pod numerem jedenastym mieszkał społecznik, Celestyn Rydlewski, rozstrzelany przez Niemców w 1940. Na rogu Starego Rynku funkcjonował okazały dom handlowy Kajetana Ignatowicza, przed którym postawiono przed II wojną światową prawdopodobnie pierwszą w Poznaniu barierę odgradzającą chodnik od jezdni.